# Шмицер, Владимир
Вла́димир Шми́цер (чеш. Vladimír Šmicer; 24 мая 1973, Дечин) — чешский футболист, полузащитник. В прошлом выступал за французский «Ланс», английский «Ливерпуль» и сборную Чехии.

## Клубная карьера
Свою карьеру Шмицер начинал в футбольных школах «Вернержице» и «Ковостроя», а позднее привлёк внимание селекционеров «Славии». До 1996 года он выступал за пражан, а затем перебрался во французский «Ланс», где он стал одним из главных творцов успеха команды, ставшей чемпионом страны в 1998 году, забив в том сезоне 7 голов. Через год он выиграл вместе с клубом Кубок Лиги и тем же летом перешёл в «Ливерпуль», который тогда тренировал французский специалист Жерар Улье.
В «Ливерпуле» Шмицер дебютировал в матче против «Шеффилд Уэнсдей» на «Хиллсборо» 7 августа 1999 года. Игра завершилась победой гостей со счётом 2:0, а сам Владимир произвёл очень хорошее впечатление. Однако развитию его карьеры мешали постоянные травмы, которые не давали ему уверенно закрепиться в первой команде. Тем не менее он помог команде оформить «требл» в 2001 году, когда «Ливерпуль» выиграл Кубок Лиги, Кубок Англии и Кубок УЕФА. В финале Лиги чемпионов 2004/05 Шмицер, которому накануне исполнилось 32 года, на 23-й минуте вышел на замену получившему травму Харри Кьюэллу. Его появление было встречено стоном со стороны болельщиков «Ливерпуля», так как склонного к травмам нестабильного Шмицера многие из них считали «лишним звеном» в клубе. В оставшееся до перерыва время «Ливерпуль», и без того уступавший «Милану» со счётом 0:1, пропустил ещё два гола, однако во втором тайме ситуация в корне изменилась, и «красные» сумели за шесть минут отыграть дефицит в три мяча. Второй гол «Ливерпуля» дальним ударом в левый угол ворот Диды забил именно Шмицер. Основное и дополнительное время матча завершилось вничью, а в серии пенальти сильнее оказался «Ливерпуль» — Шмицер забил третий мяч «Ливерпуля» в серии, и, чтобы сохранить шансы на общий успех, Андрей Шевченко был обязан забивать Ежи Дудеку, однако польский голкипер «Ливерпуля» парировал его удар, и принёс мерсисайдцам победу и пятый Кубок Чемпионов в их истории. Для Владимира Шмицера этот матч стал последним за «Ливерпуль» — летом 2005 года он перешёл в «Бордо».
В розыгрыше Лиги чемпионов 2006/07 жребий определил в соперники «Бордо» по группе «Ливерпуль». И Шмицер, и болельщики «красных» высказывали надежду, что Владимир сможет снова выйти на поле «Энфилда», однако этому было не суждено состояться — Шмицер, получив очередную травму, пропустил оба матча против своей бывшей команды. С «Бордо» в 2007 году чешский полузащитник стал обладателем ещё одного французского Кубка Лиги.
В июле 2007 года Шмицер вернулся в «Славию», подписав контракт сроком на один год, однако из-за травм ему почти не удалось выходить на поле. 9 ноября 2009 года Шмицер, долгое время страдающий от разнообразных травм, объявил о завершении своей карьеры.

## Международная карьера
Шмицер был ключевым игроком сборной Чехии, которая принимала участие в чемпионатах Европы 1996, 2000 и 2004 годов. На каждом из этих турниров он отличался забитыми мячами — достижение, которое кроме него покорялось только Клинсману, Анри, Нуну Гомешу, Ибрагимовичу и Поштиге. На чемпионате Европы 1996 года именно гол вышедешего на замену Шмицера на 88-й минуте матча против России (3:3) позволил чехам выйти из группы, опередив сборную Италии. В дальнейшем Чехия дошла до финала, где уступила в дополнительное время Германии, в том матче Шмицер вышел на замену на 88-й минуте. Также в 1993 году провёл один матч за сборную Чехословакии.

## Достижения

### Командные
Славия
- Чемпион Чехии (3): 1995/96, 2007/08, 2008/09

Ланс
- Чемпион Франции: 1997/98
- Обладатель Кубка Лиги: 1998/99

Ливерпуль
- Обладатель Кубка Чемпионов: 2005
- Обладатель Кубка Англии: 2001
- Обладатель Кубка УЕФА: 2001
- Обладатель Кубка Лиги: 2001, 2003
- Обладатель Суперкубка УЕФА: 2001
- Обладатель Суперкубка Англии: 2001

Бордо
- Обладатель Кубка Лиги: 2006/07

Сборная Чехии
- Серебряный призёр Чемпионата Европы (1996)
- Бронзовый призёр Чемпионата Европы (2004)

### Личные
- Лучший бомбардир Кубка конфедераций 1997 года (второе место)
- Рекордсмен сборной Чехии по количеству голов на Кубках конфедераций: 5 голов

## Личная жизнь
Супруга Владимира — Павлина Визкова, дочь чемпиона Олимпийских игр 1980 года Ладислава Визека. Свадьба состоялась 28 июня 1996 года, за два дня до финала чемпионата Европы, в Англии. Сам Шмицер шутил, что осложнил себе подготовку к свадьбе, поскольку сборная Чехии дошла тогда до финала чемпионата Европы. Дети — Натали и Иржи.
В 2014 году Шмицер участвовал в выборах в Европарламент от партии VIZE 2014, включив в предвыборную программу проект оказания помощи детям, страдающим от ожирения.